# ピッシリ山
ピッシリ山（ピッシリざん）は、北海道の雨竜郡幌加内町と天塩郡遠別町と苫前郡羽幌町の3町にまたがる標高1,031.5mの山である。山頂には一等三角点「比後岳」が設置されている。北海道百名山と北海道の百名山に選定されている。

## 概要
留萌振興局・上川総合振興局・空知総合振興局にまたがる天塩山地の最高峰で、日本最大の人造湖である朱鞠内湖へ注ぐカルウシナイ川・エビシオマップ川の源流であるほか、また南西側を流れる羽幌川支流の手順沢川にはピッシリ双龍の滝が存在する。山名はアイヌ語名で、「ピ・シリ（石の山）」が由来とされる。
ピッシリ山周辺は北海道の中でも特に人口希薄地帯であり、周囲10km以内に民家は存在しないほか、最寄り駅も約30km離れてるなど交通の便が非常に悪く、また天塩山地の最高峰でありながらも標高が低いため知名度が低く、登山者も少ない。

## 登山
登山道は幌加内町の蕗の台からと、羽幌町の手順沢川右岸からの2つのルートがある。

### 蕗の台から
母子里から道道688号を通り、宇津内橋を渡り道道528号へ入る。道道528号入口からは未舗装区間であるため注意が必要。約1kmほどで分岐に入り右折する。滝の沢川沿いの林道を進むと登山口に到着する。登山道は明瞭で、釜ヶ淵岳、熊岳を経て山頂に至る。

### 羽幌町から
道道741号からデト二股川沿いを進み、羽幌二股ダムを経て登山口に至るが、現在は道路決壊により登山口手前約20km地点で通行止めとなっているため、登山が非常に困難な状態である。なお羽幌二股ダムへ行く道としては愛奴沢川沿いの林道も存在するが現在は実質通行不可な状態である。また山頂から羽幌町側へ行くルートも2018年時点では藪に覆われている。

### ピッシリ双龍の滝
羽幌町側にあり、滝までのルートもあったとされるが、先述のように羽幌町側からはかなり難しい状態である。また蕗の台側から行こうとしても山頂からは2018年時点で藪に覆われており、到達は困難であるとされる。